# Vuelta a Andalucía 1972
La 19ª edición de la Vuelta a Andalucía se disputó entre el 13 y el 17 de febrero de 1972 con un recorrido de 792,00 km dividido en un prólogo y 5 etapas, con inicio y final en Málaga. 
Participaron 56 corredores repartidos en 7 equipos de los que sólo lograron finalizar la prueba 34 ciclistas.
El vencedor, el holandés Jan Krekels, cubrió la prueba a una velocidad media de 34,763 km/h. La clasificación de la regularidad fue para el español José Manuel López Rodríguez, mientras que en la clasificación de la montaña se impuso el también corredor español Manuel Antonio García y en la de metas volantes el holandés Jos van der Vleuten.
En esta edición hubo que lamentar el fallecimiento de Manuel Galera como consecuencia de una caída sufrida en el puerto del Mojón.

## Etapas
| Etapa   | Fecha         | Recorrido         | Km | Ganador de la etapa |
| Prólogo | 13 de febrero | Málaga - Málaga   |    | Jos van der Vleuten |
| 1ª      | 13 de febrero | Málaga - Granada  |    | Gérard Vianen       |
| 2ª      | 14 de febrero | Granada - Córdoba |    | Jan Krekels         |
| 3ª      | 15 de febrero | Córdoba - Sevilla |    | Jan Krekels         |
| 4ª      | 16 de febrero | Sevilla - Ronda   |    | Domingo Perurena    |
| 5ª      | 17 de febrero | Ronda - Málaga    |    | Domingo Perurena    |